# A.C.G.T
A.C.G.T Inc. (Nhật: 株式会社エー・シー・ジー・ティー Hepburn: Kabushiki-gaisha Ē shī jī tī, cách điệu là A・C・G・T) là một xưởng phim hoạt hình Nhật Bản được thành lập vào tháng 12 năm 2000 bởi nhà sản xuất cũ từ Triangle Staff là Abe Shōjiro. A.C.G.T thường chuyển thể các tác phẩm như manga, visual novel thành hoạt hình. Vào năm 2012, công ty chuyển trụ sở từ Nerima đến Musashino.

## Tác phẩm

### Anime truyền hình
| Năm phát sóng | Tựa đề                                                                     | Đạo diễn           | Số tập | Ghi chú |
| ------------- | -------------------------------------------------------------------------- | ------------------ | ------ | --- |
| 2002          | Seven of Seven                                                             | Imagawa Yashuhiro  | 25     | Chuyển thể từ bộ manga cùng tên của Imagawa Yashuhiro.                                                               |
| 2002          | Duel Masters                                                               | Suzuki Waruo       | 26     | Hợp tác sản xuất với Studio Hibari.                                                                                  |
| 2003          | Human Crossing                                                             | Kume Issei         | 13     | Dựa trên bộ manga do Masao Yajima viết và Kirokane Kenshi vẽ minh họa.                                               |
| 2003          | Dear Boys                                                                  | Kudo Susumu        | 26     | Chuyển thể từ manga của Yagami Hiroki.                                                                               |
| 2003          | Kino no Tabi                                                               | Nakaruma Ryūtarō   | 13     | Chuyển thể từ bộ light novel do Sigsawa Reiichi viết và Kuroboshi Kouhaku.                                           |
| 2004          | Koi Kaze                                                                   | Ōmori Takahiro     | 13     | Chuyển thể từ manga của Yoshida Motoi.                                                                               |
| 2004          | Initial D Fourth Stage                                                     | Tominaga Tsuneo    | 24     | Chuyển thể từ manga của Shigeno Shuichi.                                                                             |
| 2005          | Lime-iro Ryūkitan X                                                        | Tominaga Tsuneo    | 13     | Chuyển thể từ visual novel của ELF Corporation.                                                                      |
| 2006          | Project Blue Earth SOS                                                     | Okamura Tensai     | 6      | Tác phẩm gốc. |
| 2007          | GR: Giant Robo                                                             | Murata Masahiko    | 13     | Chuyển thể từ manga của Yokoyama Mitsuteru.                                                                          |
| 2007          | Wangan Midnight                                                            | Tomonaga Tsuneo    | 26     | Chuyển thể từ bộ manga của Kusunoki Michiharu.                                                                       |
| 2008          | Kimi ga Aruji de Shitsuji ga Ore de                                        | Kudo Susumu        | 13     | Chuyển thể từ viual novel cùng tên của Minato Soft.                                                                  |
| 2008          | Monochrome Factor                                                          | Kou Yū             | 24     | Chuyển thể từ manga của Sorano Kairi.                                                                                |
| 2011          | Freezing                                                                   | Watanabe Takashi   | 12     | Chuyển thể từ bộ manga cùng tên do Lim Dall-young viết và Kim Kwang-hyun vẽ minh họa.                                |
| 2013          | Freezing Vibration                                                         | Watanabe Takashi   | 12     | Phần tiếp theo của Freezing.                                                                                         |
| 2014          | Fuuun Ishin Dai☆Shogun                                                     | Watanabe Takashi   | 13     | Tác phẩm gốc. Hợp tác sản xuất với J.C.Staff                                                                         |
| 2014          | Minami Kamakura kōkō joshi jitensha-bu                                     | Kudo Susumu        | 12     | Chuyển thể từ manga của Matsumoto Noriyuki. Hợp tác sản xuất với J.C.Staff.                                          |
| 2017          | Dies Irae                                                                  | Kudo Susumu        | 11     | Chuyển thể từ visual novel do Light phát triển và Views phát hành.                                                   |
| 2019          | Toaru Kagaku no Accelerator                                                | Kamanaka Nobuharu  | 12     | Chuyển thể từ manga cùng tên do Kamachi Kazuma viết và Yamaji Arata vẽ minh họa. Hợp tác sản xuất với J.C.Staff.     |
| 2019          | Tsūjou Kōgeki ga Zentai Kōgeki de ni Kai Kōgeki no Okā-san wa Suki Desuka? | Iwasaki Yoshiaki   | 12     | Chuyển thể từ bộ light novel do Danchima Ianaka viết và Pochi Iida vẽ phần minh họa. Hợp tác sản xuất với J.C.Staff. |
| 2022          | Orient                                                                     | Yanagisawa Tetsuya | 12     | Chuyển thể từ manga của Ohtaka Shinobu.                                                                              |
| 2023          | Bōshoku no Berserk                                                         | Yanagisawa Tetsuya | 12     | Chuyển thể từ light novel do Isshiki Ichika viết truyện và fame minh hoạ.                                            |

### OVA/ONA
| Tựa đề                                                                     | Ngày phát hành    | Đạo diễn         | Số tập | Ghi chú                                                                    | Nguồn |
| -------------------------------------------------------------------------- | ----------------- | ---------------- | ------ | -------------------------------------------------------------------------- | ----- |
| Shin Hokuto no Ken                                                         | 24 tháng 7, 2003  | Watanabe Takashi | 3      | Nối tiếp câu chuyện của Hokuto no Ken 2.                                   | [ 2 ] |
| Kino no Tabi: Tou no Kubi                                                  | 19 tháng 10, 2005 |                  | 1      | Tập phim mở đầu câu chuyện của Kino no Tabi.                               |       |
| Initial D: Battle Stage 2                                                  | 30 tháng 5, 2007  | Tominaga Tsuneo  | 1      | Phần tiếp theo của Initial D: Battle Stage.                                | [ 3 ] |
| Initial D: Extra Stage 2 – Tabidachi no Green                              | 3 tháng 10, 2008  | Tominaga Tsuneo  | 3      | Phần tiếp theo của Initial D: Extra Stage.                                 |       |
| Dies irae: The Dawning Days                                                | 7 tháng 10, 2017  | Kudo Susumu      | 1      | Tóm tắt chín tập đầu của Dies irae bản truyền hình.                        |       |
| Dies irae: To the Ring Reincarnation                                       | 1 tháng 7, 2018   | Kudo Susumu      | 6      | Nối tiếp câu chuyện của Dies irae.                                         |       |
| Tsūjou Kōgeki ga Zentai Kōgeki de ni Kai Kōgeki no Okā-san wa Suki Desuka? | 25 tháng 3, 2020  |                  | 1      | Nối tiếp câu chuyện trong bản truyền hình. Hợp tác sản xuất với J.C.Staff. |       |

### Phim anime chiếu rạp
- Kino no Tabi: Nanika wo Suru Tame ni -life goes on- (19 tháng 2, 2005)[3]